# Де Цордо, Невио
Невио де Цордо (итал. Nevio de Zordo; 11 марта 1943, Чибьяна-ди-Кадоре, Венеция — 27 марта 2014) — итальянский бобслеист, пилот, выступавший за сборную Италии в начале 1960-х — середине 1970-х годов. Участник двух зимних Олимпийских игр, серебряный призёр Саппоро, двукратный чемпион мира.

## Биография
Родился в коммуне Чибьяна-ди-Кадоре, область Венеция. С ранних лет увлёкся спортом, позже заинтересовался бобслеем и прошёл отбор в национальную сборную Италии, присоединившись к ней в качестве пилота. Сразу стал показывать неплохие результаты, в частности, уже в 1965 году завоевал серебряную медаль на чемпионате мира в швейцарском Санкт-Морице, приехав вторым в зачёте четвёрок. В 1967 году взял серебро в двойках на мировом первенстве в Альп-д’Юэз, здесь должны были пройти олимпийские состязания по бобслею 1968 года, но из-за травмы де Цордо вынужден был отказаться от участия в этих заездах.
В 1969 году на чемпионате мира в американском Лейк-Плэсиде удостоился звания чемпиона мира, финишировав первым в программе двухместных экипажей, в следующем году на соревнованиях в Санкт-Морице получил золото в четвёрках. Выбившись в лидеры итальянской сборной, в 1972 году отправился защищать честь страны на Олимпийских играх в Саппоро, где в составе команды, куда также вошли разгоняющие Джанни Бонишон, Адриано Фрассинелли и Коррадо даль Фабро, завоевал серебряную награду.
Впоследствии продолжил соревноваться на высоком уровне, но уже менее успешно. Так, в 1976 году он стал участником Олимпийских игр в Инсбруке, но не смог подняться до призовых мест, показав одиннадцатый результат в четвёрках и лишь шестнадцатый в двойках. После этой неудачи он принял решение завершить карьеру профессионального спортсмена, уступив место молодым итальянским бобслеистам. Позже открыл собственное кафе-мороженое, управлением которого занимался до конца жизни.